# Saint-Paul-sur-Ubaye
Saint-Paul-sur-Ubaye è un comune francese di 233 abitanti situato nel dipartimento delle Alpi dell'Alta Provenza, nella regione della Provenza-Alpi-Costa Azzurra.
È situato nell'alta valle dell'Ubaye ai piedi dell'Aiguille de Chambeyron.
Vi si trova il Rifugio Chambeyron.

## Società

### Evoluzione demografica
Abitanti censiti